# Mariposa Monarca Bioszféra-rezervátum
A Mariposa Monarca Bioszféra-Rezervátum a Mexikói felföld középső részén fekszik, legnagyobb része Michoacán állam keleti oldalán terül el, egy kisebb része pedig átnyúlik México állam nyugati felébe. Az 56 000 hektáros rezervátumot a királylepkék telelőhelyének védelme érdekében hozták létre.
2007-2008 telén tizenkét nagyobb kolónia illetve menedékhely telelt át Mexikó mintegy 4,72 hektárnyi területén, ugyanannyi mint az előző télen és öttel több, mint 2004-2005 telén. A tizenkét lepkekolóniából nyolc a bioszférán belül található, melyek közül négy nyitott a nagyközönség előtt, mégpedig a következők:
- Sierra Chincua - Tlalpujahua de Rayón és Angangueo települések közelében, Michoacánban.
- La Mesa - San José del Rincón közelében, Mexikó államban
- El Capulín - Donato Guerra és San Juan Soconusco közelében, Mexikó államban
- El Rosario - Ocampo közelében, Michoacánban.

A többi menedékhelyet, mint például San José Villa de Allende és Ixtapan del Oro közelében lévő lepkekolóniákat a királylepkék védelme érdekében nem hirdetik turisták számára.
Bár a bioszféra még mindig infrastrukturális gondokkal küzd, melyek elsősorban a kereskedelmi területek parkolóiban felhalmozódó szeméthez köthetők, mostanában több fejlesztés történt, főként az El Rosario területen. Biztonsági őrjáratokat tartanak a jól kitáblázott gyalogösvényeken, a meredek lejtőkre pedig kő- illetve betonjárólapokat fektettek az erózió megakadályozására. Ugyanezen okból megszüntették a lóval járható ösvényeket.
A tervek szerint 2008-2009 telén igyekeznek minél több itt telelő lepkét könnyű, a repülést nem akadályozó öntapadós jelölővel ellátni. Ennek célja a királylepkék pontos útvonalának meghatározása, amikor azok tavasszal visszatérnek északra, az Amerikai Egyesült Államok és Kanada területére.

## Fordítás
- Ez a szócikk részben vagy egészben  a    Mariposa Monarca Biosphere Reserve című angol Wikipédia-szócikk ezen változatának fordításán alapul.  Az eredeti cikk szerkesztőit annak laptörténete sorolja fel. Ez a jelzés csupán a megfogalmazás eredetét és a szerzői jogokat jelzi, nem szolgál a cikkben szereplő információk forrásmegjelöléseként.